# 영서로

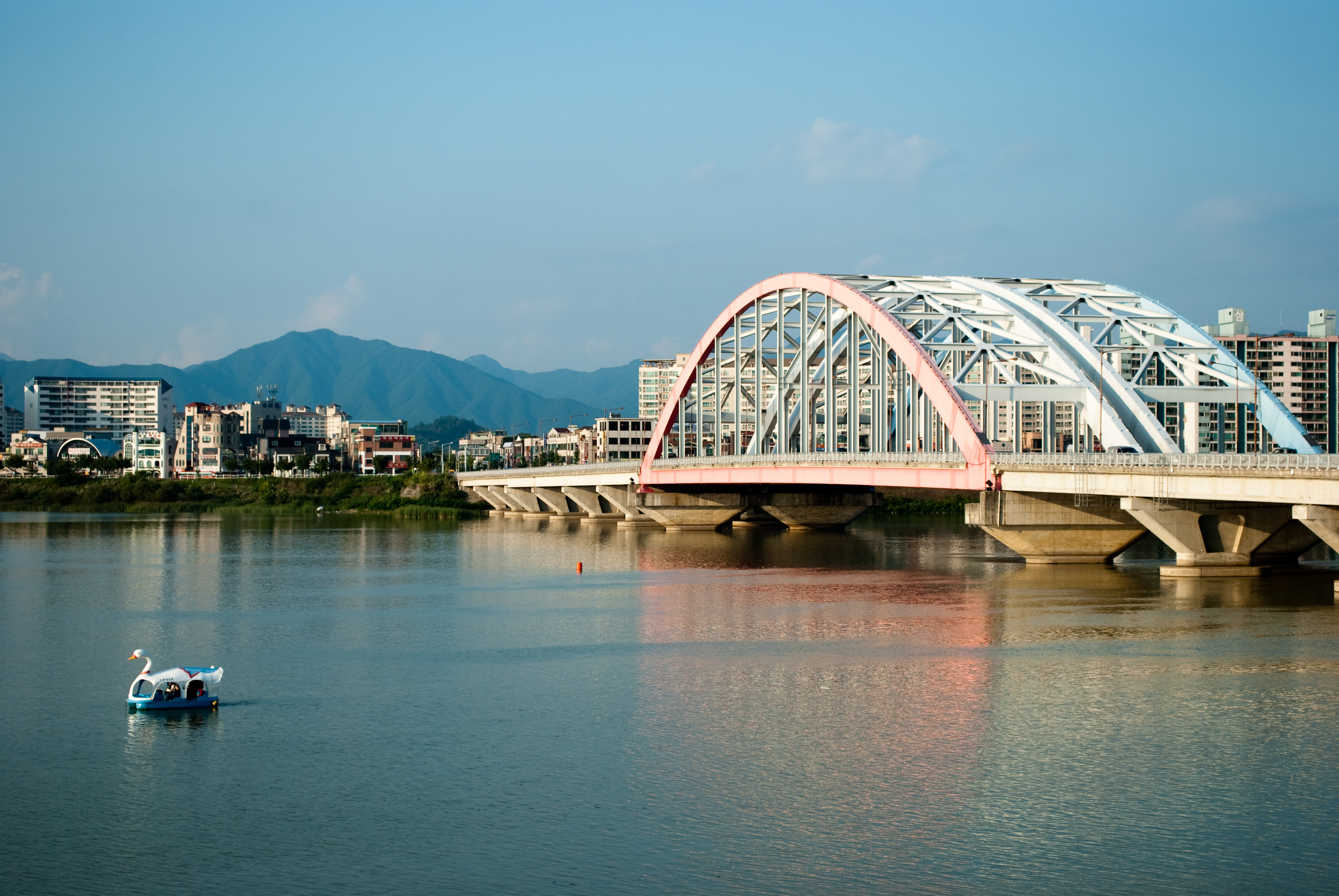
소양2교

영서로(嶺西路, Yeongseo-ro)는 강원특별자치도 횡성군 공근면 신촌 나들목에서 철원군 김화읍 읍내사거리를 연결하는 강원특별자치도의 도로로, 국도 제5호선의 일부 구간이다.

## 역사
- 1980년 2월 22일 : 춘성군 신동면 학곡리 ~ 동산면 원창리 1.08km 구간 개통 및 기존 1.75km 구간 폐지[1]
- 1999년 8월 28일 : 춘천시 서면 오월리 700m 구간 및 춘천시 사북면 오탄리 ~ 화천군 하남면 서오지리 590m 구간 개통, 기존 구 오탄교 230m 구간 폐지[2]
- 2001년 1월 1일 : 횡성군 횡성읍 입석리 ~ 홍천군 홍천읍 삼마치리 19.4km 구간 확장 개통, 기존 22.2km 구간 폐지[3]
- 2001년 9월 20일 : 횡성군 횡성읍 곡교리 1.54km 구간 개통, 기존 750m 구간 폐지[4]
- 2002년 11월 : 춘천시 사북면 원평리 ~ 신포리 2.04km 구간 확장 개통, 기존 3.71km 구간 폐지[5]
- 2003년 1월 8일 : 화천군 화천읍 하리 ~ 상리 1.613km 구간 및 화천터널 확장 개통, 기존 2.8km 구간 폐지[6]
- 2003년 1월 22일 : 홍천군 홍천읍 삼마치리 ~ 북방면 상화계리 12.564km 구간 확장 개통, 기존 13.9km 구간 폐지[7]
- 2005년 12월 30일 : 마현 ~ 생창간 도로(철원군 근남면 풍암리 ~ 김화읍 읍내리) 5.565km 구간 신설 개통[8]
- 2009년 8월 7일 : 2개 이상 시·군에 걸쳐 있는 도로로 영서로를 고시[9]
- 2014년 12월 2일 : 신북 ~ 용산간 도로(춘천시 동내면 학곡리 ~ 신북읍 용산리) 22.km 구간 개통으로 기존 춘천시 관통 구간 국도 제5호선 지정 해제[10]

## 주요 경유지
강원특별자치도
- 횡성군 공근면 - 홍천군 (홍천읍 - 북방면) - 춘천시 (동산면 - 동내면 - 석사동 - 퇴계동 - 강남동 - 근화동 - 신사우동 - 신북읍 - 서면 - 사북면) - 화천군 (하남면 - 화천읍 - 상서면) - 철원군 (근남면 - 김화읍)

## 노선
| 이름                                      | 접속 노선                                                     | 소재지                    | 소재지                                                         | 비고                                                            |
| ----------------------------------------- | ------------------------------------------------------------- | ------------------------- | -------------------------------------------------------------- | --------------------------------------------------------------- |
| 신촌 나들목                               | 국도 제6호선 (경강로)                                         | 횡성군                    | 공근면                                                         | 국도 제5호선 구간                                               |
| 신곡교 학담교                             |                                                               | 횡성군                    | 공근면                                                         | 국도 제5호선 구간                                               |
| 학담리 교차로                             | 공근남로 학담시장길                                           | 횡성군                    | 공근면                                                         | 국도 제5호선 구간                                               |
| 동면입구 교차로                           | 지방도 제406호선 (금계로) 학담4길                             | 횡성군                    | 공근면                                                         | 국도 제5호선 구간                                               |
| 초당교 말구리고개 창봉교                  |                                                               | 횡성군                    | 공근면                                                         | 국도 제5호선 구간                                               |
| 시동입구 교차로                           | 지방도 제494호선 (시동로)                                     | 횡성군                    | 공근면                                                         | 국도 제5호선 구간                                               |
| 삼마치터널                                |                                                               | 횡성군                    | 공근면                                                         | 국도 제5호선 구간 연장 780m (큰삼마치재 해발 460m)              |
| 삼마치터널                                | 홍천군                                                        | 홍천읍                    |                                                                | 국도 제5호선 구간 연장 780m (큰삼마치재 해발 460m)              |
| 솔골교 삼마치교 신촌1교 신촌2교 장전평1교 | 홍천군                                                        | 홍천읍                    |                                                                | 국도 제5호선 구간                                               |
| 장전평2육교                               | 홍천군                                                        | 홍천읍                    | 장전평로                                                       | 국도 제5호선 구간                                               |
| 장전터널                                  | 홍천군                                                        | 홍천읍                    |                                                                | 국도 제5호선 구간 철원 방면 연장 546m 횡성 방면 연장 414m       |
| 여산곡교 하오안교 하오안육교              | 홍천군                                                        | 홍천읍                    |                                                                | 국도 제5호선 구간                                               |
| 홍천대교                                  | 홍천군                                                        | 홍천읍                    |                                                                | 국도 제5호선 구간                                               |
| 북방면                                    | 홍천군                                                        |                           |                                                                | 국도 제5호선 구간                                               |
| 둔지 교차로                               | 홍천군                                                        | 송학정로                  |                                                                | 국도 제5호선 구간                                               |
| 화계 교차로                               | 홍천군                                                        | 도둔길 하화계길           |                                                                | 국도 제5호선 구간                                               |
| 성동교 화계교                             | 홍천군                                                        |                           |                                                                | 국도 제5호선 구간                                               |
| 화계삼거리                                | 홍천군                                                        | 홍천로                    |                                                                | 국도 제5호선 구간                                               |
| 북방삼거리                                | 홍천군                                                        | 두개비산로                |                                                                | 국도 제5호선 구간                                               |
| 화평교                                    | 홍천군                                                        | 능평길 도사곡길           |                                                                | 국도 제5호선 구간                                               |
| 부사원3교 부사원2교 부사원1교             | 홍천군                                                        |                           |                                                                | 국도 제5호선 구간                                               |
| 부사원리                                  | 홍천군                                                        | 팔봉산로                  |                                                                | 국도 제5호선 구간                                               |
| 부사원고개                                |                                                               | 춘천시                    | 동산면                                                         | 국도 제5호선 구간 해발 340m                                     |
| 동산직행버스정류소                        | 조양길                                                        | 춘천시                    | 동산면                                                         | 국도 제5호선 구간                                               |
| 조양삼거리                                | 원무동길                                                      | 춘천시                    | 동산면                                                         | 국도 제5호선 구간                                               |
| 조양교                                    |                                                               | 춘천시                    | 동산면                                                         | 국도 제5호선 구간                                               |
| 조양 나들목 (조양IC 교차로)               | 60호선 서울양양고속도로                                       | 춘천시                    | 동산면                                                         | 국도 제5호선 구간                                               |
| 조양삼거리                                | 국가지원지방도 제86호선 (종자리로)                            | 춘천시                    | 동산면                                                         | 국도 제5호선 구간                                               |
| 원창삼거리                                | 새술막길                                                      | 춘천시                    | 동산면                                                         | 국도 제5호선 구간                                               |
| 원창교                                    |                                                               | 춘천시                    | 동산면                                                         | 국도 제5호선 구간                                               |
| 원창고개                                  |                                                               | 춘천시                    | 동산면                                                         | 국도 제5호선 구간 해발 320m                                     |
| 원창고개                                  | 동내면                                                        | 춘천시                    |                                                                | 국도 제5호선 구간 해발 320m                                     |
| 학곡리                                    | 원창고개길                                                    | 춘천시                    | 국도 제5호선 구간                                              |                                                                 |
| 학곡사거리                                | 국도 제5호선 국도 제46호선 (순환대로)                         | 춘천시                    | 국도 제5호선 구간                                              |                                                                 |
| 춘천종점                                  | 55호선 중앙고속도로                                           | 춘천시                    | 구 국도 제5호선 구간                                           |                                                                 |
| 태백교 남단                               | 공지로                                                        | 춘천시                    | 구 국도 제5호선 구간                                           | 석사동                                                          |
| 스무숲사거리                              | 춘천순환로 퇴계농공로                                         | 춘천시                    |                                                                | 석사동                                                          |
| 퇴계사거리                                | 김유정로 후석로                                               | 춘천시                    |                                                                | 석사동                                                          |
| 퇴계사거리                                | 김유정로 후석로                                               | 춘천시                    | 퇴계동                                                         |                                                                 |
| (롯데슈퍼 춘천점)                         | 남춘로 춘주로                                                 | 춘천시                    |                                                                |                                                                 |
| 행촌삼거리                                | 행촌로                                                        | 춘천시                    |                                                                |                                                                 |
| 남춘천역                                  | 효자로 충혼길                                                 | 춘천시                    |                                                                |                                                                 |
| 온의사거리                                | 경춘로 춘천로                                                 | 춘천시                    | 강남동                                                         |                                                                 |
| (온의금호1차아파트)                       | 스포츠타운길                                                  | 춘천시                    | 강남동                                                         |                                                                 |
| 호반교                                    |                                                               | 춘천시                    | 강남동                                                         |                                                                 |
| 근화동                                    |                                                               | 춘천시                    |                                                                |                                                                 |
| 공지천사거리                              | 국가지원지방도 제70호선 (옛경춘로) 중앙로                     | 춘천시                    | 국가지원지방도 제70호선 구간                                   |                                                                 |
| 평화공원사거리                            | 당간지주길                                                    | 춘천시                    | 국가지원지방도 제70호선 구간                                   |                                                                 |
| 호반사거리                                | 소양로 후석로                                                 | 춘천시                    | 국가지원지방도 제70호선 구간                                   |                                                                 |
| 소양2교                                   |                                                               | 춘천시                    | 국가지원지방도 제70호선 구간                                   |                                                                 |
| 신사우동                                  |                                                               | 춘천시                    | 국가지원지방도 제70호선 구간                                   |                                                                 |
| 사우사거리                                | 국가지원지방도 제70호선 (충열로)                              | 춘천시                    | 국가지원지방도 제70호선 구간                                   |                                                                 |
| 교육청사거리                              | 사우로                                                        | 춘천시                    | 구 국도 제5, 56호선 구간                                       |                                                                 |
| 인형극장사거리                            | 국가지원지방도 제70호선 지방도 제403호선 (신샘밭로)           | 춘천시                    | 지방도 제403호선 구간                                          |                                                                 |
| 신동삼거리                                | 지방도 제403호선 (지내고탄로)                                 | 춘천시                    | 지방도 제403호선 구간                                          |                                                                 |
| 신동교                                    |                                                               | 춘천시                    | 구 국도 제5, 56호선 구간                                       |                                                                 |
| (구 102보충대)                            |                                                               | 춘천시                    | 구 국도 제5, 56호선 구간                                       |                                                                 |
| 용산 교차로                               | 국도 제5호선 국도 제56호선 국가지원지방도 제56호선 (순환대로) | 춘천시                    | 신북읍                                                         | 국도 제5, 56호선 구간 국가지원지방도 제56호선 구간              |
| 용산리피암제1터널                         |                                                               | 춘천시                    | 신북읍                                                         | 국도 제5, 56호선 구간 국가지원지방도 제56호선 구간 연장 약 30m  |
| 용산리피암제2터널                         |                                                               | 춘천시                    | 신북읍                                                         | 국도 제5, 56호선 구간 국가지원지방도 제56호선 구간 연장 약 110m |
| (고탄입구)                                | 지방도 제407호선 (춘화로)                                     | 춘천시                    | 신북읍                                                         | 국도 제5, 56호선 구간 국가지원지방도 제56호선 구간              |
| 춘성교                                    |                                                               | 춘천시                    | 신북읍                                                         | 국도 제5, 56호선 구간 국가지원지방도 제56호선 구간              |
| 서면                                      |                                                               | 춘천시                    |                                                                | 국도 제5, 56호선 구간 국가지원지방도 제56호선 구간              |
| 춘천댐삼거리                              | 국가지원지방도 제70호선 (서상로)                              | 춘천시                    |                                                                | 국도 제5, 56호선 구간 국가지원지방도 제56호선 구간              |
| 갈월교                                    |                                                               | 춘천시                    |                                                                | 국도 제5, 56호선 구간 국가지원지방도 제56호선 구간              |
| 갈월피암터널                              |                                                               | 춘천시                    | 국도 제5, 56호선 구간 국가지원지방도 제56호선 구간 연장 약 65m |                                                                 |
| 오월삼거리                                | 화악지암길                                                    | 춘천시                    | 국도 제5, 56호선 구간 국가지원지방도 제56호선 구간             |                                                                 |
| 오월1교                                   |                                                               | 춘천시                    | 국도 제5, 56호선 구간 국가지원지방도 제56호선 구간             |                                                                 |
| 납실피암터널                              |                                                               | 춘천시                    | 국도 제5, 56호선 구간 국가지원지방도 제56호선 구간 연장 약 95m |                                                                 |
| 오월피암터널                              |                                                               | 춘천시                    | 국도 제5, 56호선 구간 국가지원지방도 제56호선 구간 연장 약 55m |                                                                 |
| 원평1교                                   |                                                               | 춘천시                    | 국도 제5, 56호선 구간 국가지원지방도 제56호선 구간             |                                                                 |
| 원평1교                                   | 사북면                                                        | 춘천시                    | 국도 제5, 56호선 구간 국가지원지방도 제56호선 구간             |                                                                 |
| 원평2교                                   |                                                               | 춘천시                    | 국도 제5, 56호선 구간 국가지원지방도 제56호선 구간             |                                                                 |
| (원평마을)                                | 말고개길                                                      | 춘천시                    | 국도 제5, 56호선 구간 국가지원지방도 제56호선 구간             |                                                                 |
| 원평교                                    |                                                               | 춘천시                    | 국도 제5, 56호선 구간 국가지원지방도 제56호선 구간             |                                                                 |
| 말고개터널                                |                                                               | 춘천시                    | 국도 제5, 56호선 구간 국가지원지방도 제56호선 구간 연장 637m   |                                                                 |
| 신포교                                    |                                                               | 춘천시                    | 국도 제5, 56호선 구간 국가지원지방도 제56호선 구간             |                                                                 |
| 신포리                                    | 말고개길                                                      | 춘천시                    | 국도 제5, 56호선 구간 국가지원지방도 제56호선 구간             |                                                                 |
| 지촌삼거리                                | 국도 제56호선 국가지원지방도 제56호선 (사내천로)              | 춘천시                    | 국도 제5, 56호선 구간 국가지원지방도 제56호선 구간             |                                                                 |
| 오탄교                                    |                                                               | 춘천시                    | 국도 제5호선 구간                                              |                                                                 |
| 오탄교                                    | 화천군                                                        | 하남면                    | 국도 제5호선 구간                                              |                                                                 |
| 달거리고개                                | 화천군                                                        | 하남면                    | 국도 제5호선 구간                                              |                                                                 |
| (달거리)                                  | 화천군                                                        | 하남면                    | 국도 제5호선 구간                                              | 계파로                                                          |
| 원천교                                    | 화천군                                                        | 하남면                    | 국도 제5호선 구간                                              | 원천새싹길 호수길                                               |
| 묘원삼거리                                | 화천군                                                        | 하남면                    | 국도 제5호선 구간                                              |                                                                 |
| 장거교                                    | 화천군                                                        | 하남면                    | 국도 제5호선 구간                                              |                                                                 |
| 논미삼거리                                | 화천군                                                        | 하남면                    | 국도 제5호선 구간                                              | 논미로                                                          |
| 붕어섬삼거리                              | 화천군                                                        | 강변로                    | 국도 제5호선 구간                                              | 화천읍                                                          |
| 화천터널                                  | 화천군                                                        |                           | 국도 제5호선 구간 연장 620m                                    | 화천읍                                                          |
| 상리삼거리                                | 화천군                                                        | 상승로                    | 국도 제5호선 구간                                              | 화천읍                                                          |
| 구운교                                    | 화천군                                                        |                           | 국도 제5호선 구간                                              | 상서면                                                          |
| 신대사거리                                | 화천군                                                        | 만산동로                  | 국도 제5호선 구간                                              | 상서면                                                          |
| 유목교                                    | 화천군                                                        |                           | 국도 제5호선 구간                                              | 상서면                                                          |
| 장촌삼거리                                | 화천군                                                        | 장촌리길                  | 국도 제5호선 구간                                              | 상서면                                                          |
| 파포삼거리                                | 화천군                                                        | 지방도 제461호선 (다파로) | 국도 제5호선 구간 지방도 제461호선 구간                        | 상서면                                                          |
| 파포고개                                  | 화천군                                                        |                           | 국도 제5호선 구간 지방도 제461호선 구간                        | 상서면                                                          |
| 노동삼거리                                | 화천군                                                        | 지방도 제461호선 (노신로) | 국도 제5호선 구간 지방도 제461호선 구간                        | 상서면                                                          |
| 부촌교                                    | 화천군                                                        |                           | 국도 제5호선 구간                                              | 상서면                                                          |
| 멋둔삼거리                                | 화천군                                                        | 멋둔길                    | 국도 제5호선 구간                                              | 상서면                                                          |
| 산양시외버스터미널 산양교                 | 화천군                                                        |                           | 국도 제5호선 구간                                              | 상서면                                                          |
| 산양리                                    | 화천군                                                        | 주파령로                  | 국도 제5호선 구간                                              | 상서면                                                          |
| 마현1교                                   | 화천군                                                        |                           | 국도 제5호선 구간                                              | 상서면                                                          |
| 말고개                                    | 화천군                                                        |                           | 국도 제5호선 구간 해발 690m                                    | 상서면                                                          |
| 말고개                                    | 철원군                                                        | 근남면                    | 국도 제5호선 구간 해발 690m                                    |                                                                 |
| 마현2교                                   | 철원군                                                        | 근남면                    |                                                                | 국도 제5호선 구간                                               |
| 용암삼거리                                | 철원군                                                        | 근남면                    | 호국로                                                         | 국도 제5호선 구간                                               |
| 용암1교                                   | 철원군                                                        | 근남면                    |                                                                | 국도 제5호선 구간                                               |
| 용양삼거리                                | 철원군                                                        | 하오재로                  | 김화읍                                                         | 국도 제5호선 구간                                               |
| 암정교                                    | 철원군                                                        |                           | 김화읍                                                         | 국도 제5호선 구간 민간인 출입통제 구간                          |
| 읍내삼거리                                | 철원군                                                        | 국도 제43호선 (생창길)    | 김화읍                                                         | 국도 제5호선 구간                                               |

## 주요 건물 및 시설
- 횡성군농업기술센터 (강원특별자치도 횡성군 공근면 영서로 150)
- 공근초등학교 (강원특별자치도 횡성군 공근면 영서로 207)
- 공근면복지회관 (강원특별자치도 횡성군 공근면 영서로 219)
- 공근치안센터 (강원특별자치도 횡성군 공근면 영서로 239)
- 북방우체국 (강원특별자치도 홍천군 북방면 영서로 2678)
- 북방면 행정복지센터 (강원특별자치도 홍천군 북방면 영서로 2698)
- 북방버스정류소 (강원특별자치도 홍천군 북방면 영서로 2720)
- 동산직행버스정류소 (강원특별자치도 춘천시 동산면 영서로 413)
- 동산치안센터 (강원특별자치도 춘천시 동산면 영서로 414)
- 동산중학교 (강원특별자치도 춘천시 동산면 영서로 461-22)
- 국립춘천병원 (강원특별자치도 춘천시 동산면 영서로 824)
- 한국폴리텍III대학 춘천캠퍼스 (강원특별자치도 춘천시 동산면 영서로 1290-31)
- 롯데슈퍼 춘천점 (강원특별자치도 춘천시 영서로 2195)
- 남춘천역 (강원특별자치도 춘천시 영서로 2260)
- 서부지구대 (강원특별자치도 춘천시 영서로 2414)
- 춘천하수처리장 (강원특별자치도 춘천시 영서로 2473)
- 근화동 행정복지센터 (강원특별자치도 춘천시 영서로 2487)
- 춘천시 선거관리위원회 (강원특별자치도 춘천시 영서로 2668)
- 강원특별자치도교육청 (강원특별자치도 춘천시 영서로 2854)
- 소양고등학교 (강원특별자치도 춘천시 영서로 2872)
- 육림랜드 (강원특별자치도 춘천시 영서로 2965)
- 춘천인형극장 (강원특별자치도 춘천시 영서로 3017)
- 춘천시청소년여행의집 (강원특별자치도 춘천시 영서로 3035)
- 신동초등학교 (강원특별자치도 춘천시 영서로 3116)
- 사북파출소 (강원특별자치도 춘천시 사북면 영서로 4715)
- 사북면 행정복지센터 (강원특별자치도 춘천시 사북면 영서로 4721)
- 사북면보건지소 (강원특별자치도 춘천시 사북면 영서로 4723)
- 사북우체국 (강원특별자치도 춘천시 사북면 영서로 4827)
- 화천하남우체국 (강원특별자치도 화천군 하남면 영서로 5494)
- 상서우체국 (강원특별자치도 화천군 상서면 영서로 7703)
- 산양리시외버스터미널 (강원특별자치도 화천군 상서면 영서로 7715)
- 산양보건진료소 (강원특별자치도 화천군 상서면 영서로 7759-17)
- 산양초등학교 (강원특별자치도 화천군 상서면 영서로 7778)

## 기존 도로명
- 횡성군 신촌 나들목 ~ 춘천시 태백교앞 삼거리 : 춘원로
- 춘천시 태백교앞 삼거리 ~ 호반사거리 : 호반순환로
- 춘천시 호반사거리 ~ 춘천댐 : 심일로
- 춘천댐 ~ 화천군 : 춘화로
- 화천군 ~ 철원군 : ?